# Hilmer Elde
Karl Hilmer Elde, född 6 mars 1889 i Åby församling i Kalmar län, död 28 augusti 1971 i Sollentuna församling i Stockholms län, var en svensk präst.

## Biografi
Hilmer Elde var son till hemmansägaren Johan Johansson och Sofia Nilsson. Efter att ha gått på Fjellstedtska skolan och tagit studentexamen i Uppsala 1913 fortsatte han med akademiska studier. Han avlade teologisk filosofisk examen 1916, blev teologie kandidat 1919 och avlade praktiskt teologiskt prov 1919.
Elde prästvigdes 1919 för Luleå stift, blev samma år kontraktsadjunkt i Lappmarkens tredje kontrakt och fortsatte som tillförordnad komminister i Vitträsks församling samma år. Han blev sedan förste komminister i Nordmalings församling 1925, kyrkoherde i Resele församling 1930 och komminister i Bromma församling i Stockholm 1936. Han blev kyrkoherde i Sollentuna församling 1947 och pensionerades 1956. Elde var ledamot av Vasaorden (LVO).
Hilmer Elde gifte sig 1920 med Selma Lydia Maria "Maj" Jonsson (1894–1973), dotter till predikanten Fritjof Jonsson och Selma Pettersson. Paret fick sex barn: Gunnar Elde (1921–1991), redaktör och gift med Karin Broman; Kerstin Thidevall (född 1923), sophiasyster och gift med kyrkoherde Anders Thidevall och mor till biskop Sven Thidevall; Birgitta Härdin (född 1928), folkskollärare och gift med byrådirektör Uno Härdin; Torsten Elde (1932–2001), reklamchef, gift med förskollärare Kerstin Kristensson och far till Anna-Karin Elde; Ansgar Elde (1933–2000), skulptör; och Bengt Elde (1939–2015), konstnär, gift med textilkonstnären Kerstin Elde och far till konstnären Cecilia Elde.
Hilmer Elde och hans hustru är begravda på Sollentuna kyrkogård.